# Sinagoga de Curazao
La Sinagoga de Curazao también llamada Sinagoga Mikve Israel-Emanuel (en hebreo: בית הכנסת מקווה ישראל-עמנואל), se localiza en Willemstad, Curazao, se trata de una de las sinagogas más antiguas de América. Se conoce comúnmente como el nombre de "Snoa" (abreviatura de Esnoga, una palabra antigua para referirse a las sinagogas) y es una importante atracción turística en Curazao, con un grupo notable de visitantes, incluyendo la Reina Beatriz de los Países Bajos y su familia, en 1992.
La comunidad (Congregación Mikve Israel) data de la década de 1650, y consistía en judíos españoles y portugueses que vinieron de los Países Bajos y Brasil. En el siglo XIX hubo una comunidad reformista separatista (Emanu El), las dos se fusionaron para formar la actual comunidad en 1964. La comunidad está afiliada al judaísmo reconstruccionista.
El primer edificio de la sinagoga fue comprado en 1674, el edificio actual data de 1730.